# Czernoziem (przystanek kolejowy)
Czernoziem (ros. Чернозем) – przystanek kolejowy w miejscowości Płatonowo, w rejonie wielkołuckim, w obwodzie pskowskim, w Rosji. Położony jest na linii Wielkie Łuki - Newel.

## Historia
Dawniej stacja kolejowa powstała w czasach carskich na linii bołogojsko-siedleckiej pomiędzy stacjami Wielkie Łuki i Opuchliki. Zdegradowana do roli przystanku po upadku Związku Sowieckiego.